# Itagaki Nobukata
Itagaki Nobukata (板垣信方?   muerto el 23 de marzo de 1548) fue un sirviente del clan Takeda y considerado uno de los Veinticuatro Generales de Takeda Shingen.
Nobukata sirvió tanto a Takeda Nobutora como a Takeda Shingen, el cual le fue encomendado para su cuidado y educación cuando este era tan solo un niño, por lo que comandó los ejércitos del clan Takeda hasta que Shingen tuvo la edad suficiente. El 1545 capturó el Castillo Takato con éxito y para el año siguiente venció a Uesugi Norimasa. Con estas victorias se consolidó como un miembro importante en las tropas de los Takeda y demostró ser un táctico habilidoso. Después de estas victorias Nobukata comenzó a volverse egoísta y mantenía ceremonias de victoria cuando aún se desarrollaba la batalla. Ya que era el más anciano de los sirvientes del clan y ya que había educado a Shingen, pocos se atrevían a criticar sus acciones. En 1547, Nobutaka y su ejército casi habían perdido la batalla en contra del clan Murakami pero recibieron el refuerzo oportuno de Hara Toratane. Shingen le dedicó el siguiente waka para alentarlo a cambiar su actitud:
Dare mo Miyo Mitsureba Yagate Kaku Tsuki no Izayofu Ana ya Hito no Yo no Naka
誰もみよ 満つればやがて 欠く月の 十六夜ふ穴や 人の世の中
"Todos ven que incluso la hermosa luna llena comienza a cambiar su forma volviéndose más pequeña conforme pasa el tiempo. Incluso en nuestras vidas las cosas son de esta manera."
Durante la Batalla de Uedahara de 1548, Nobutada satisfecho y confiado de que la victoria era suya llamó a una de sus ceremonias. Las tropas de Murakami se re-agruparon y contraatacaron matando a Nobutaka y a Amari Torayasu.